# Campeonato Panamericano de Taekwondo de 2016
El XIX Campeonato Panamericano de Taekwondo se celebró en Querétaro (México) en 2016 bajo la organización de la Unión Panamericana de Taekwondo.
En total se disputaron en este deporte dieciséis pruebas diferentes, ocho masculinas y ocho femeninas.

## Resultados

### Masculino
| Evento | Oro                            | Plata                          | Bronce                                                                     |
| ------ | ------------------------------ | ------------------------------ | -------------------------------------------------------------------------- |
| –54 kg | César Román Rodríguez · México | Pablo de la Vega · Chile       | Joan Núñez Martínez · Puerto Rico · Backer Barreto Gómez · Perú            |
| –58 kg | Carlos Navarro Valdez · México | Óscar Muñoz Oviedo · Colombia  | Bernardo Pie · República Dominicana · Logan Gerick · Estados Unidos        |
| –63 kg | Abel Mendoza Mora · México     | Lucas Guzmán Argentina         | Edwin Aguilar · Colombia · Lucas Martin · Brasil                           |
| –68 kg | José Rubén Nava · México       | Edival Marques · Brasil        | Andrés Zelaya · Guatemala · Miguel Ángel Trejos · Colombia                 |
| –74 kg | Miguel Radillo · México        | Thomas Rahimi Estados Unidos   | Henrique Precioso · Brasil · Jorge Álvarez · Argentina                     |
| –80 kg | André Bilia · Brasil           | René Lizárraga · México        | Miguel Ferrera · Honduras · Moisés Daniel Hernández · República Dominicana |
| –87 kg | Carlos Rivas · Venezuela       | Lucas Ferreira · Brasil        | Bryan Salazar Pérez · México · Jordan Stewart · Canadá                     |
| +87 kg | Rafael Alba Castillo · Cuba    | Stephen Lambdin Estados Unidos | Braian Elliot · Uruguay · Marc-André Bergeron · Canadá                     |

### Femenino
| Evento | Oro                                        | Plata                                  | Bronce                                                           |
| ------ | ------------------------------------------ | -------------------------------------- | ---------------------------------------------------------------- |
| –46 kg | Virginia Dellán · Venezuela                | Yvette Yong · Canadá                   | Kelsey Junious · Estados Unidos · Katherine Calderón · Perú      |
| –49 kg | Ibeth Camila Rodríguez · Colombia          | Itzel Manjarrez · México               | Monique Rodriguez · Estados Unidos · Julissa Diez Canseco · Perú |
| –53 kg | Carla Salinas Argentina                    | Andrea Jerom · Canadá                  | Dayana Seni · Ecuador · Anel Vaitiare Félix · México             |
| –57 kg | Paulina Armería · México                   | Génesis Andújar · República Dominicana | Carolena Carstens · Panamá · Skylar Park · Canadá                |
| –62 kg | Amanda Bluford Estados Unidos              | Melissa Oviedo Cárdenas · México       | Luciana Angiolillo · Argentina · Ashley Kraayeveld · Canadá      |
| –67 kg | Paige McPherson Estados Unidos             | Katherine Dumar Portacio · Colombia    | Yosselyn Molina · Honduras · Victoria Heredia · México           |
| –73 kg | María del Rosario Espinoza · México        | Raphaella Galacho · Brasil             | Crystal Weekes Puerto Rico Madelynn Gorman-Shore Estados Unidos  |
| +73 kg | Katherine Rodríguez · República Dominicana | Jacqueline Galloway Estados Unidos     | Briseida Acosta · México · Keyla Ávila · Honduras                |

## Medallero
| Núm. | País                 | Oro | Plata | Bronce | Total |
| ---- | -------------------- | --- | ----- | ------ | ----- |
| 1    | México               | 7   | 3     | 4      | 14    |
| 2    | Estados Unidos       | 2   | 3     | 4      | 9     |
| 3    | Venezuela            | 2   | 0     | 0      | 2     |
| 4    | Brasil               | 1   | 3     | 2      | 6     |
| 5    | Colombia             | 1   | 2     | 2      | 5     |
| 6    | Argentina            | 1   | 1     | 2      | 4     |
| 6    | República Dominicana | 1   | 1     | 2      | 4     |
| 8    | Cuba                 | 1   | 0     | 0      | 1     |
| 9    | Canadá               | 0   | 2     | 4      | 5     |
| 10   | Chile                | 0   | 1     | 0      | 1     |
| 11   | Honduras             | 0   | 0     | 3      | 3     |
| 11   | Perú                 | 0   | 0     | 3      | 3     |
| 13   | Puerto Rico          | 0   | 0     | 2      | 2     |
| 14   | Ecuador              | 0   | 0     | 1      | 1     |
| 14   | Guatemala            | 0   | 0     | 1      | 1     |
| 14   | Panamá               | 0   | 0     | 1      | 1     |
| 14   | Uruguay              | 0   | 0     | 1      | 1     |
|      | TOTAL                | 16  | 16    | 32     | 64    |